# Trần Đăng Ninh (chính khách)
Trần Đăng Ninh (sinh ngày 2 tháng 10 năm 1962) là một chính trị gia người Việt Nam. Ông từng là Phó Bí thư Thường trực Tỉnh ủy, Chủ tịch Hội đồng nhân dân tỉnh Hòa Bình, Trưởng Đoàn đại biểu Quốc hội tỉnh Hòa Bình, Ủy viên Ủy ban Tài chính, Ngân sách của Quốc hội, đại biểu Quốc hội Việt Nam khóa 14 nhiệm kì 2016-2021, thuộc đoàn đại biểu Quốc hội tỉnh Hòa Bình. Ông lần đầu trúng cử đại biểu Quốc hội năm 2016 ở đơn vị bầu cử số 2, tỉnh Hòa Bình gồm có các huyện: Cao Phong, Lạc Sơn, Lạc Thủy, Mai Châu, Tân Lạc và Yên Thủy.

## Xuất thân
Trần Đăng Ninh quê quán ở xã An Bồi, huyện Kiến Xương, tỉnh Thái Bình.
Ông hiện cư trú ở Số nhà 16, tổ 31, đường Chu Văn An, phường Phương Lâm, thành phố Hòa Bình, tỉnh Hòa Bình.

## Giáo dục
- Giáo dục phổ thông: 10/10
- Đại học Thủy lợi (chuyên ngành Thủy điện)
- Thạc sĩ chuyên ngành Quản trị kinh doanh
- Cao cấp lí luận chính trị

## Sự nghiệp
Ông gia nhập Đảng Cộng sản Việt Nam vào ngày 2/6/2000.
Ông từng là đại biểu hội đồng nhân dân tỉnh Hòa Bình nhiệm kỳ 2011-2016.
Khi lần đầu ứng cử đại biểu Quốc hội Việt Nam khóa 14 vào tháng 5 năm 2016 ông đang là Phó Bí thư Thường
trực Tỉnh ủy Hòa Bình, làm việc ở tỉnh ủy Hòa Bình, có bằng cao cấp lí luận chính trị.
Ông đã trúng cử đại biểu Quốc hội năm 2016 ở đơn vị bầu cử số 2, tỉnh Hòa Bình gồm có các huyện: Cao Phong, Lạc Sơn, Lạc Thủy, Mai Châu, Tân Lạc và Yên Thủy, được 258.367 phiếu, đạt tỷ lệ 78,60% số phiếu hợp lệ.
Ông từng là Phó Bí thư Thường trực Tỉnh ủy, Chủ tịch Hội đồng nhân dân tỉnh Hòa Bình, Trưởng Đoàn đại biểu Quốc hội tỉnh Hòa Bình, Ủy viên Ủy ban Tài chính, Ngân sách của Quốc hội.
Ông từng làm việc ở Tỉnh ủy Hòa Bình.